# Sri Lanka ai Giochi della XXIX Olimpiade
Lo Sri Lanka ha partecipato ai Giochi della XXIX Olimpiade di Pechino, svoltisi dall'8 al 24 agosto 2008, con una delegazione di 8 atleti.

## Atletica leggera
| Gara  | Atleta                | Batterie | Batterie | Quarti | Quarti | Semifinali | Semifinali | Finale | Finale |
| Gara  | Atleta                | Tempo    | Pos.     | Tempo  | Pos.   | Tempo      | Pos.       | Tempo  | Pos.   |
| ----- | --------------------- | -------- | -------- | ------ | ------ | ---------- | ---------- | ------ | ------ |
| 200 m | Susanthika Jayasinghe | 23"04    | 2        | 22"94  | 3      | 22"98      | 7          |        |        |

| Gara                   | Atleta          | Qualificazioni | Qualificazioni | Finale | Finale |
| Gara                   | Atleta          | Misura         | Pos.           | Misura | Pos.   |
| ---------------------- | --------------- | -------------- | -------------- | ------ | ------ |
| Lancio del giavellotto | Nadeeka Lakmali | 54,28 m        | 23             |        |        |

## Badminton
| Gara              | Atleta             | Turno 1                                    | Sedicesimi | Ottavi | Quarti | Semifinali | Finale |
| ----------------- | ------------------ | ------------------------------------------ | ---------- | ------ | ------ | ---------- | ------ |
| Singolo femminile | Thilini Jayasinghe | Nguyen Nhung Le Ngoc (Vietnam) 13-21 16-21 |            |        |        |            |        |

## Nuoto
| Gara                       | Atleta        | Batterie | Batterie | Semifinali | Semifinali | Finale | Finale |
| Gara                       | Atleta        | Tempo    | Pos.     | Tempo      | Pos.       | Tempo  | Pos.   |
| -------------------------- | ------------- | -------- | -------- | ---------- | ---------- | ------ | ------ |
| 50 m stile libero maschili | Daniel Lee    | 24"92    | 66       |            |            |        |        |
| 100 m rana femminili       | Mayumi Raheem | 1'15"33  | 44       |            |            |        |        |

## Pugilato
| Gara       | Atleta              | Sedicesimi                       | Ottavi | Quarti | Semifinali | Finale |
| ---------- | ------------------- | -------------------------------- | ------ | ------ | ---------- | ------ |
| Pesi mosca | Anurudha Rathnayake | Robenilson Vieira (Brasile) 3-13 |        |        |            |        |

## Sollevamento pesi
| Gara  | Atleta             | Strappo | Strappo | Slancio | Slancio | Totale | Posizione |
| Gara  | Atleta             | Ris.    | Pos.    | Ris.    | Pos.    | Totale | Posizione |
| ----- | ------------------ | ------- | ------- | ------- | ------- | ------ | --------- |
| 69 kg | Chinthana Vidanage | 128     | 25      | 165     | 16      | 293    | 16        |

## Tiro
| Gara                        | Atleta                 | Qualificazioni | Qualificazioni | Finale    | Finale       | Finale |
| Gara                        | Atleta                 | Punteggio      | Pos.           | Punteggio | Punt. totale | Pos.   |
| --------------------------- | ---------------------- | -------------- | -------------- | --------- | ------------ | ------ |
| Pistola 10 m aria compressa | Edirisinghe Senanayake | 561            | 48             |           |              |        |
| Pistola 50 m                | Edirisinghe Senanayake | 545            | 36             |           |              |        |